# Рідвед Вріх
Рідвед Вріх, Рідвед Веснянкуватий (валл. Rhyddfedd Frych; 435-480) — король Повіса у кінці V століття.

## Біографія
Рідвед був сином Катігерна, сина Вортігерна. Рідвед успадковував трон Повіса після смерті Каделл Дірнллуга. Ніяких свідчень про правління Рідведа в історичних джерелах не збереглося.
Він з'являється як батько Бріден в артефіціальному родоводі Каделл Ддірнлуга в розширеному тракті «Ханесін Хен».
Після смерті Рідведа королем Повіса став його син Касанаут Вледіг.